# 씨엔티테크
씨엔티테크(CNT Tech Co. Ltd.)는 대한민국의 액셀러레이터(AC) 기업이다. 2003년 국내 최초로 식품 주문 중개 서비스를 출시하여 2015년 거래액 1조원을 달성했다
상장 주관사는 한화투자증권으로 코스닥 상장을 준비중이다. 최근 사우디서 현지 공무원, 기업인 등 30여명에게 한국 창업 정책 소개하였다
2012년부터는 액셀러레이터 사업을 시작했으며 현재까지 400개 넘는 기업에 500억원 넘는 투자를 집행했다. 2020년부터 AC부문 4년 연속 투자건수 1위를 차지하고 있다.

## 같이 보기
- 액셀러레이터

## 참고문헌
1. ↑  영화감독에서부터 250곳 스타트업 투자까지.. 씨엔티테크 전화성 대표, 글로벌타임즈, 2022.08.23
2. ↑  
이은영, 전화성 씨엔티테크 대표 “올해 100개 기업 투자… 사우디와 펀드 조성”, 조선일보, 2023년 6월 27일
3. ↑  이민영, 씨엔티테크 등 4개사, 코스닥에 상장예비심사 신청, 연합뉴스, 2023-12-11
4. ↑  방은주, 전화성 씨엔티테크 대표 "사우디 진출 돕는 벤처투자조합 결성", 지디넷, 2023년 10월 24일